# Abdicació de Peronella, reina d'Aragó

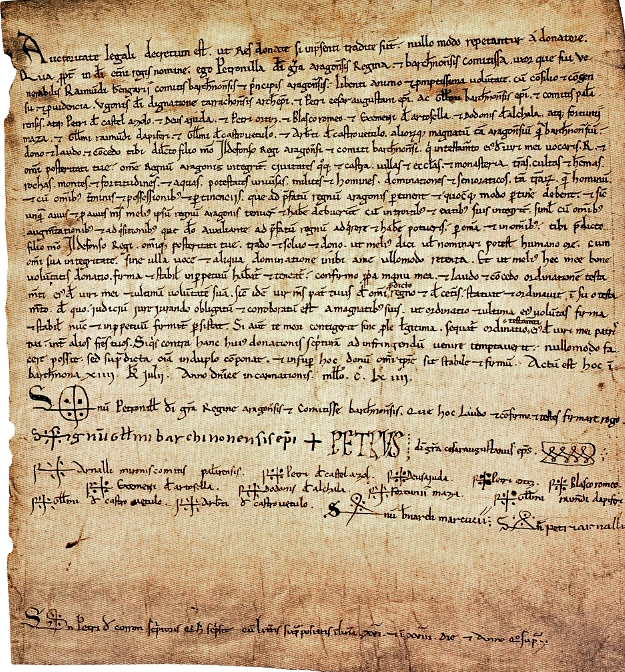
Donació del regne d'Aragó atorgat per Peronella, «aragonensis regina et barchinonensis comitissa» (reina d'Aragó i comtessa de Barcelona), dona al seu fill Alfons «regi aragonensi et comiti barchinonensi» (el regne d'Aragó i el comtat de Barcelona). Barcelona, a 18 de juliol de 1164.

L'abdicació de Peronella d'Aragó és la renúncia als seus drets al Regne d'Aragó que la reina Peronella feu el 18 de juny del 1164 en favor del seu fill l'infant Alfons (futur rei Alfons II d'Aragó el Cast), a instàncies del Consell de la Procuradoria.

## Context
El testament s'emmarca en la problemàtica sorgida arran del testament d'Alfons I d'Aragó (1131) per la seva successió.

## Antecedents

### Capítols matrimonials de Barbastre
La noblesa aragonesa rebutjà el casament de Peronella amb el fill d'Alfons VII de Lleó, temorosos de caure sota el domini de Castella. Des del 24 d'agost del 1136, fins a l'11 d'agost del 1137 es va forjar un pacte entre Ramon Berenguer IV de Barcelona i Ramir II d'Aragó per tal de casar el jove comte de Barcelona amb la filla del rei, Peronella d'Aragó, que tenia un any d'edat.
El rei donà al comte la seva filla per muller amb el seu regne tal com s'estenia i havia posseït el seu pare i rei Sanç Ramires, rei d'Aragó i Pamplona, i pels seus germans els reis Pere I d'Aragó i Alfons I d'Aragó, quedant en llei i força els seus furs, costums i usatges que en temps dels seus predecessors havien tingut els aragonesos i eren vigents al regne. Quedava el comte com a rei en cas que la seva muller Peronella morís sense fills. També li encomanava les terres i súbdits en homenatge i jurament que li guardarien fidelment la vida i el cos del comte sense cap engany, i que l'obeirien lleialment, guardant la fidelitat que li devien a la seva filla, que era la seva senyora natural, amb la condició que si ella moria quedaria el regne subjecte al comte sense cap contradicció, i que el tindria i posseiria després de la mort del rei.
Per la seva part, el rei Ramir II seria rei mentre visqués, i seria senyor i pare en el Regne d'Aragó i en els comtats del comte de Barcelona mentre li plagués.

### Testament de 1152
Estant de part, la reina ordenà el seu testament el 4 d'abril del 1152; en el testament, deixava al fill que nasqués hereu del Regne d'Aragó amb els límits que havia tingut amb el rei Alfons I d'Aragó, ordenant que mai fes per cap ciutat ni vila que heretés o guanyés als musulmans, cap mena de reconeixement als castellans. Així mateix, ordenà que durant la vida del pare, el comte de Barcelona i príncep d'Aragó, fos governat per ell, i que després el succeís el seu futur fill. En cas que no visqués cap fill, que tot quedés en mans del seu marit, el comte de Barcelona. Així mateix, ordenava que si en lloc d'un mascle tenia una filla, aquesta quedaria exclosa de la successió, declarant que aquesta fos casada conforme al seu rang i que el regne quedés per al seu marit, el comte de Barcelona.

### Casament de Ramon Bereguer IV amb Peronella I d'Aragó
El casament de Ramon Berenguer IV i Peronella Ramires se celebrà l'agost del 1150 a Lleida. Donat que Peronella va néixer el 29 de juny de 1136, i que els capítols matrimonials de Barbastre (1137) s'havien signat l'11 d'agost del 1137, tot plegat indicaria que l'agost del 1150 la reina Peronella havia complert ja els 14 anys, la majoria d'edat establerta pel dret canònic per poder contraure matrimoni.

### Testament sacramental de Ramon Berenguer IV
El 4 d'agost del 1162 manifestà les seves darreres voluntats en presència del gran senescal de Barcelona Guillem Ramon I de Montcada, d'Albert de Castellvell, i del mestre Guillem, el seu capellà. Dos dies després, el 6 d'agost del 1162, morí el comte Ramon Berenguer IV de Barcelona. La lectura pública del testament es va fer en l'assemblea general d'Osca l'11 d'octubre del 1162.
- El comte deixava al seu fill primogènit anomenat Ramon (futur rei Alfons II d'Aragó el Cast), tot l'honor (propietat) que tenia a Aragó i Barcelona i en tots els seus dominis, excepció feta dels següents:
- L'honor (propietat) del comtat de Cerdanya tal com l'havia tingut Bernat Guillem (darrer comte de Cerdanya), la senyoria de Carcassona amb tota la seva terra i el feu que Ramon Trencavell I tenia per ell, i els drets que tenia a Narbona i el feu que la vescomtessa Ermengarda de Narbona tenia per ell. Tot això ho deixava al seu segon fill Pere (futur Ramon Berenguer IV de Provença), que tindria aquestes en feu del seu germà primogènit Ramon, a qui havia de retre homenatge per aquestes.
- L'honor (propietat) del comtat de Besalú seria per a la seva muller, Peronella I d'Aragó

Si el primogènit Ramon moria sense fills legítims, el seu segon fill Pere rebria l'herència del primogènit, i la d'aquest passaria al tercer fill anomenat Sanç (futur Sanç de Barcelona i d'Aragó). I si Pere moria sense fills legítims, tot passaria al tercer fill Sanç. Així mateix, deixava com a tutor i protector dels seus el rei Enric II d'Anglaterra, amic seu i casat amb Elionor d'Aquitània, cosina de la reina Peronella.

## Abdicació de Peronella, reina d'Aragó
L'abdicació de drets, o donació del Regne d'Aragó de la reina Peronella es produí el 1164, dos anys després de la mort del comte de Barcelona Ramon Berenguer IV. Tal com consta en el document, aquesta abdicació es produí per recomanació del Consell de Regència (1162-1174); l'ànim de l'abdicació podria ser el d'evitar qualsevulla reclamació per part de tercers, ja fos des de Castella o des de Navarra, sobre dels drets al Regne d'Aragó, assenyalant a l'inici del document que «és decret de legal autoritat que la cosa donada, si ha estat lliurada, de cap manera pugui ser demanada pel donador», i remarcant que lloa i ratifica el testament sacramental de Ramon Berenguer IV (1162). L'historiador Antonio Ubieto interpreta el text com una renúncia dels drets de Peronella al Regne d'Aragó en favor del seu fill, el rei Alfons II d'Aragó.
| « | És decret de legal autoritat que la cosa donada, si ha estat lliurada, de cap manera pugui ser demanada pel donador. Per la qual cosa, en nom del rei etern, jo, Peronella, per la gràcia de Déu reina dels aragonesos i comtessa dels barcelonins, muller que vaig ser del venerable Ramon Berenguer, comte dels barcelonins i príncep dels aragonesos, amb lliure ànim i disposada voluntat, amb el consell i consentiment i provisió d'Hug, arquebisbe de Tarragona per la consideració de Déu, i de Pere, bisbe de Saragossa, i Guillem, bisbe de Barcelona, i del comte de Pallars i de Pero de Castiellazuelo, i de Diosayuda i Pero Ortiz i Blasco Romeo i Ximeno d'Atrusella i Dodon d'Alcalà i Fortuny Maça i Guillem Ramon dapifer i Guillem de Castellvell i Albert de Castellvell i altres magnats, tant dels aragonesos com dels barcelonins, dono i lloo i et concedeixo a tu, el meu estimat fill Alfons, rei d'Aragó i comte de Barcelona, que en el testament del meu marit t'anomena R[amon], i a tota la teva posteritat, tot el Regne aragonès íntegrament, també les ciutats i les fortificacions, les viles i les esglésies i els monestirs, les terres cultes i ermes, les roques, muntanyes, i les forces i les aigües, totes les potestats, cavallers i homes, dominacions i senyorius, tant de les terres com dels homes, i amb tots els termes i possessions i pertinences que a l'esmentat Regne d'Aragó pertanyen i de qualsevol manera han de pertànyer, i com alguna vegada el meu avi o antecessor meu millor el Regne d'Aragó van tenir o haver devien, amb entrades i sortides seves íntegrament, juntament amb tots els esmentats augments i adquisicions que amb el concurs de Déu a l'esmentat regne poguessis adquirir o haver, per totes les coses i en totes a tu predit meu fill Alfons i a tota la teva posteritat el porto i deixo i dono, com millor ser dit o nomenat per boca humana, amb tota la seva integritat, sense cap veu i altra dominació allí per mi d'alguna manera retinguda. I perquè millor de la meva bona voluntat aquesta donació ferma i estable en perpetu sigui haguda i tinguda, la confirmo amb la meva pròpia mà, i lloo i concedeixo la disposició del testament del meu marit i la seva última voluntat, de la mateixa manera que el meu marit, el teu pare, de tot el predit regne i de les altres coses estatuí i ordenà en el seu testament, del qual jurament de dret va ser corroborat pels seus magnats, que l'ordenació i última voluntat ferma i estable, ara i a perpetuïtat fermament persisteixi. Si tu morissis sense descendència legítima, que se segueixi l'ordenat en el testament del meu marit, el teu pare, entre els teus germans. Si algú contra aquesta escriptura de donació intentés venir per trencar-la, que de cap manera ho pugui fer, sinó que tot el susdit doblement ho compongui i a més aquest donatiu en tot temps sigui estable i ferm. Fet és això a Barcelona, a XIIII kalendas juliol (18 de juny) de l'any de l'Encarnació del Senyor M C LXIIII (1164). Sig + nom de la reina Peronella, per la gràcia de Déu reina d'Aragó i comtessa de Barcelona, que això lloo i confirmo i demano als testimonis que ho signin. Sig+num Guillelmi barchinonensis episcopi. Sig+num Petrus, Dei gratia cesaraugustanus episcopus. Sig+num Arnalli Mironis, comitis palearensis. Sig+num Petri de Castel Azol. Sig+num Deiusaiuda. Sig+num Petri Ortiz. Sig+num Blascho Romeo. Sig+num Exemeni de Artosella. Sig+num Dodonis de Alchala. Sig+num Fortunii Maza. Sig+num Guillelmi Raimundi, dapiferi. Sig+num Guillelmi de Castrovetulo. Sig+num Arberti de Castrovetulo. Sig+num Bernardi Marcucii. Sig+num Petri Arnalli. Sig+num Petri de Corron, scriptoris, qui hoc scripsit, cum litteris suprapositis in linea XVI et XVIII die et anno quo supra. | » |